# Sciare di Marsala
Le sciare di Marsala sono un sito di interesse comunitario della Rete Natura 2000 (codice SIC  010014) che si trova in Sicilia, nei territori di Marsala, Mazara del Vallo e Petrosino, comuni del libero consorzio comunale di Trapani.

## Territorio
Sciara è termine d'origine araba che sta ad indicare un paesaggio arido e desolato.
Le sciare di Marsala sono caratterizzate da una morfologia tendenzialmente in piano, per cui sono spesso soggette all'azione dei venti dominanti, in particolare lo scirocco ed il maestrale. 
Dal punto di vista geologico, si tratta di depositi recenti, sabbie, argille e calcareniti risalenti al Pleistocene - Pliocene superiore.
Sotto l'aspetto pedologico, si tratta prevalentemente di litosuoli, spesso con elevata rocciosità affiorante e strati di suolo alquanto sottili, erosi e depauperati.
Dal punto di vista bioclimatico, l'area rientra prevalentemente nella fascia del termomediterraneo inferiore secco superiore. In questi casi il paesaggio è fisionomicamente dominato da aspetti steppici a terofite, in particolare Stipa capensis, utilizzati attraverso il pascolo, cui talora si alternano radi aspetti di gariga a Thymus capitatus o a Chamaerops humilis.